# 片野饗一
片野 饗一（かたの きょういち、1915年（大正4年）11月16日 - 2002年（平成14年）2月24日）は、日本の銀行家。北都銀行取締役相談役、秋田あけぼの銀行頭取を歴任した。

## 人物
秋田県湯沢市出身。東京商科大学（現一橋大学）卒業後、三菱商事入社。
1949年（昭和24年）には、父である片野重脩が設立を主導した秋田無尽に入社。その後、秋田相互銀行社長に就任した。
社長在任時は、1976年（昭和51年）の事務センターの開館、翌年にはオンラインシステムの稼動開始など事務のOA化を促進し体制の整備にあたった。また、1982年（昭和57年）には現在の北都ビルディングにあたる「新本店ビル」の竣功にこぎ着けた。このほか、「秋田県にスポーツ文化を」との一念から、自ら立役者となり秋田相銀、あけぼの銀時代には、同行野球部を全国都市対抗野球選手権大会に東北代表として、それぞれ1度ずつ出場へと導いた。
1990年（平成2年）には、会長に退き、北都銀行発足後は取締役相談役となった。
2002年（平成14年）2月24日、脳梗塞で入院先の秋田赤十字病院にて86歳で没。

## 略歴
- 1941年（昭和16年） - 東京商科大学（現一橋大学）卒業後、三菱商事入社。
- 1949年（昭和24年） - 秋田無尽入社。
- 1951年（昭和26年） - 秋田無尽、秋田相互銀行に転換。
- 1953年（昭和28年） - 営業部長。
- 1956年（昭和31年） - 取締役。
- 1958年（昭和33年） - 常務取締役。
- 1968年（昭和43年） - 専務取締役。
- 1973年（昭和48年） - 社長。
- 1989年（平成元年）- 普銀転換、秋田あけぼの銀行頭取。
- 1990年（平成2年） - 会長。
- 1993年（平成5年） - 合併、北都銀行取締役相談役。
- 1994年（平成6年） - 退任。